# Назино (коммуна)
Назино (итал. Nasino) — коммуна в Италии, располагается в регионе Лигурия, в провинции Савона.
Население составляет 230 человек (2008 г.), плотность населения составляет 11 чел./км². Занимает площадь 21 км². Почтовый индекс — 17030. Телефонный код — 0182.
Покровителем коммуны почитается святой Иоанн Креститель, рождество которого отмечается 24 июня.

## Демография
Динамика населения:

## Администрация коммуны
- Официальный сайт: https://www.comune.nasino.sv.it/